# Pièce commémorative de 1 dollar américain du Jardin botanique des États-Unis
La pièce commémorative de 1 dollar américain du Jardin botanique des États-Unis est une pièce non circulante émise par la Monnaie des États-Unis en 1997 et frappée par la Monnaie de Philadelphie.
Elle est autorisée par la loi 103-328 du 29 septembre 1994, créant une pièce commémorative pour célébrer le 175e anniversaire du Jardin botanique des États-Unis à Washington, promu par les Pères fondateurs George Washington, Thomas Jefferson et James Madison, et créé en 1820 par le président James Monroe.

## Contexte
En 1838, Charles Wilkes entreprend l'Expédition d'exploration des États-Unis, commissionnée par le Congrès, dans le but de faire le tour du globe et d'explorer l'océan Pacifique. Au cours de ce voyage, il collecte des spécimens de plantes vivantes et séchées. Wilkes revint en 1842 avec une vaste collection de plantes jusqu'alors inconnues aux États-Unis. Les spécimens séchés constituent le noyau de ce qui est aujourd'hui l'Herbier national, conservé par le Musée national d'histoire naturelle de la Smithsonian Institution. À cette époque, un jardin botanique est construit pour abriter la collection devant le Capitole.
En 1933, le bâtiment est déplacé vers son emplacement actuel, juste au sud-ouest du Capitole. Le bâtiment est fermé pour rénovations le 2 septembre 1997, et rouvre au public le 11 décembre 2001.

## Dessin
Les dessins de la pièce d'argent du Jardin botanique des États-Unis sont approuvés en janvier 1997 par le secrétaire au Trésor.
L'avers de cette pièce, conçue par Edgard Z. Steever, représente initialement la figure d'une rose en tant que fleur nationale, sous une guirlande de roses. Y figurent également l'inscription UNITED STATES BOTANIC GARDEN, la double date 1820-1995 et la devise légale E PLURIBUS UNUM,.
Quant à son revers, créé par William C. Cousins, il reproduit une image de la façade française avec de multiples arcs du bâtiment du Jardin botanique des États-Unis à Washington. Les inscriptions qui s'y trouvent sont LIBERTY, UNITED STATES OF AMERICA, ONE DOLLAR et l'inscription légale IN GOD WE TRUST,.

## Production et vente
La loi autorisant l'émission de cette pièce commémorative prévoit une émission maximale de 500 000 exemplaires. Elle est produite à la Monnaie de Philadelphie et est mise à la disposition du public à partir du 21 février 1997. Sa production s'élève à 58 505 pièces en condition brillant universel et 189 671 avec une finition belle épreuve ; soit un total de 248 176 exemplaires, soit un peu moins de la moitié de l'émission maximale autorisée.
La pièce est commercialisée avec une surcharge sur son coût — 33 dollars en brillant universel et 37 dollars en belle épreuve — et les bénéfices tirés de sa vente sont destinés au Fonds national pour le Jardin botanique des États-Unis.